# Coscinia delimbata
Coscinia delimbata là một loài bướm đêm thuộc phân họ Arctiinae, họ Erebidae.